# گابریل مان

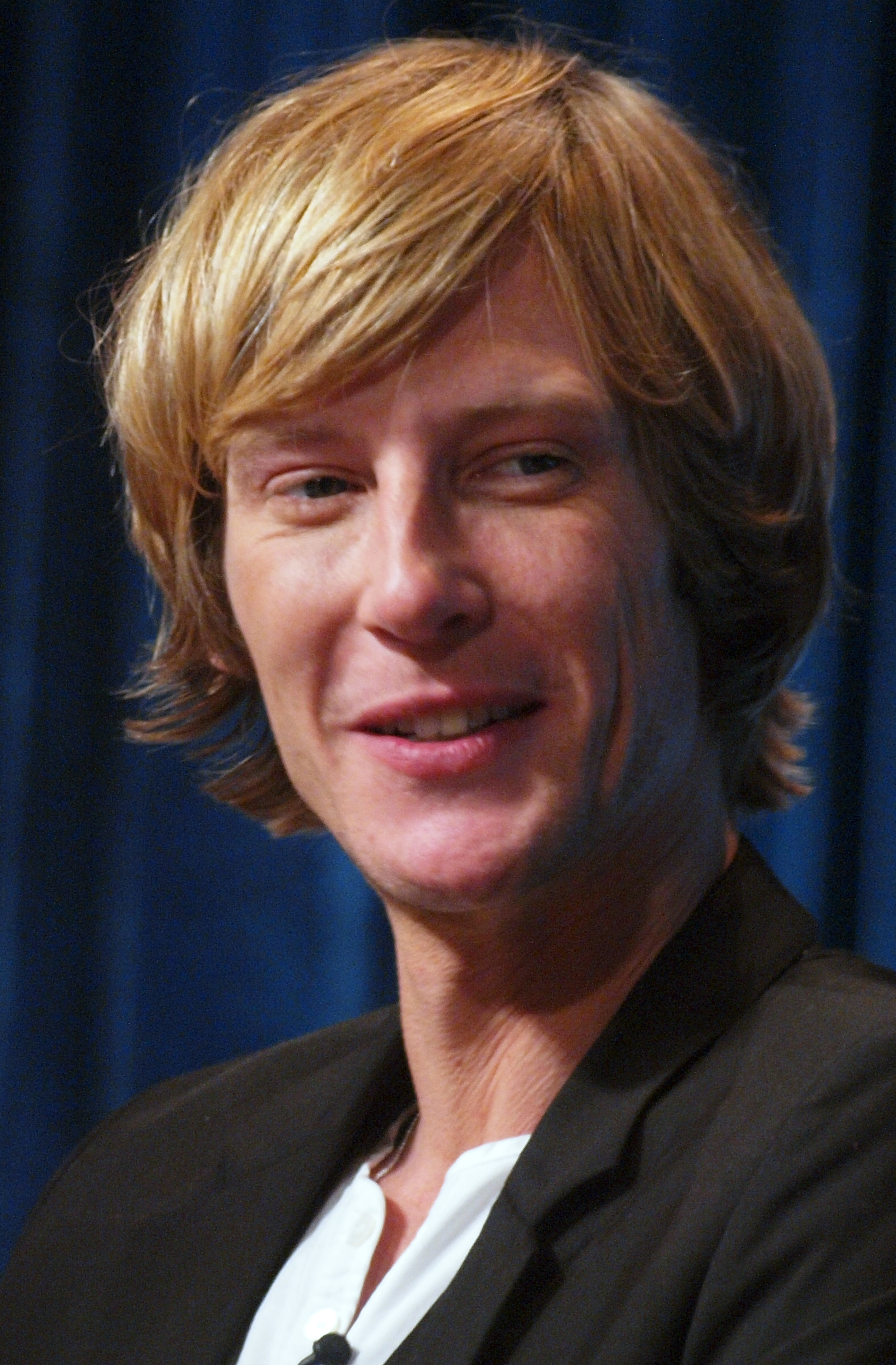

گابریل مان (انگلیسی: Gabriel Mann؛ زادهٔ ۱۴ مهٔ ۱۹۷۲) هنرپیشه، مانکن و نوازنده اهل ایالات متحده آمریکا است. وی از سال ۱۹۹۵ میلادی تاکنون مشغول فعالیت بوده است.

## گزیده فیلمشناسی
از فیلم‌ها یا برنامه‌های تلویزیونی که وی در آن نقش داشته است می‌توان به آثار زیر اشاره کرد.
- هنر عالی (۱۹۹۸)
- آرزوهای بزرگ (فیلم ۱۹۹۸) (۱۹۹۸)
- باکره آمریکایی (۲۰۰۰)
- سربازان بوفالو (۲۰۰۱)
- جوسی و پوسی‌کت (۲۰۰۱)
- هویت بورن (فیلم) (۲۰۰۲)
- رهاندن (فیلم) (۲۰۰۲)
- زندگی دیوید گیل (۲۰۰۳)
- برتری بورن (۲۰۰۴)
- طبل (فیلم ۲۰۰۴) (۲۰۰۴)
- قلمرو: پیش‌درآمدی بر جن‌گیر (۲۰۰۵)
- بسیار شبیه عشق (۲۰۰۵)
- نیا در بزن (۲۰۰۷)
- پوشش (۲۰۰۸)
- سزار چاوز (فیلم) (۲۰۱۴)
- بخش فوریت‌های پزشکی (مجموعه تلویزیونی) (۱۹۹۷)
- خارج از مشیت الهی (۱۹۹۹)
- مد من (۲۰۰۸)
- ولورین و مردان ایکس (مجموعه تلویزیونی) (۲۰۰۸)
- انتقام (مجموعه تلویزیونی) ()۲۰۱۱–۲۰۱۵
- معماهای لورا (۲۰۱۵)
- ری داناوان (۲۰۱۶)
- چه می‌شود/اگر (۲۰۱۹)